# Schrankia bilineata
Schrankia bilineata là một loài bướm đêm trong họ Erebidae.